# Бахча (Стерлибашевский район)
Бахча (баш. Баҡса) — деревня в Стерлибашевском районе Республики Башкортостан Российской Федерации. Входит в состав Карагушского сельсовета. 

## География

### Географическое положение
Расстояние до:
- районного центра (Стерлибашево): 16 км,
- центра сельсовета (Карагуш): 3 км,
- ближайшей ж/д станции (Стерлитамак): 73 км.

## Население
| 2002 | 2009 | 2010 |
| ---- | ---- | ---- |
| 97   | ↗100 | ↘92  |

Национальный состав
Согласно переписи 2002 года, преобладающая национальность — татары (93 %).